# Dinamite & Raio-Laser
Dinamite e Raio-Laser é uma webcomic humorística brasileira no estilo mangá, escrita e desenhada por Samuel Fonseca. Estreou em 2006, no site Quantoon, da Quanta Academia de Artes. Desde 2008, é publicada em um site próprio.  As histórias são feitas no formato de páginas semanais, com uma história por página. A série teve uma história original publicada em livro, chamado "Dinamite e Raio Laser - Zero", com arte de Fonseca e roteiro de Alexandre Maki e lançado em 2012 pela Devir Livraria. 

## Enredo
Dinamite e Raio-Laser são dois gatos antropomórficos, que estudam numa escola de formação de super-heróis. Num mundo sob a constante ameaça de cientistas loucos, monstros gigantes e batedores de carteiras, essa instituição forma as novas geraçôes de salvadores do mundo. As histórias abordam a convivência dos dois amigos, durante os períodos de aula e horas livres.

## Personagens
Dinamite é um gato tranqüilo, descolado e simpático, que veste apenas um chapéu e uma gravata listrada. Baseado nos desenhos animados de Hanna-Barbera e Warner Bros., suas habilidades incluem tirar os mais variados objetos de trás das costas, ser esmagado por rochas, cortado por lâminas e passar por outros acidentes e escapar ileso e também seu senso de humor, que consegue tirar qualquer vilão do sério.
Raio-Laser é o melhor amigo de Dinamite. Arrogante e convencido, sempre quer levar a fama pelos feitos, mesmo fracassando miseravelmente. Baseado nos animes, usa uma bandana com o disco solar da bandeira do Japão e um uniforme hi-tech. Suas técnicas de artes marciais, uma espada laser, disparos energéticos e um robô gigante são seus trunfos.